# 何史訓
何史訓（1407年—？），字文謨，四川叙州府宜賓縣人，軍籍。明朝政治人物。進士出身。

## 生平
十一月十一日生，遠安縣學生，湖廣鄉試第一百三十一名舉人。宣德八年（1433年）癸丑科會試第九十七名，殿試登進士第三甲第四十一名。正統二年二月授行人司行人，升户部员外郎，丁憂服闋，景泰四年十二月復除南京户部。

## 家族
曾祖何景元。祖父何琦。父亲何通，曾任湖廣遠安縣學教諭。母田氏，繼母張氏。具慶下。兄史誥、史记、史證。娶胡氏。